# Куфалия
Куфа́лия (греч. Κουφάλια) — малый город в Греции. Расположен на высоте 35 м над уровнем моря, на западном берегу реки Аксиос (Вардар), к востоку от города Яница. Административный центр общины Халкидон в периферийной единице Салоники в периферии Центральная Македония. Население — 7850 человек по данным переписи 2011 года.
В период турецкого владычества — болгарское село Куфалово. Город создан в 1940 году при слиянии упразднённых поселений Ано-Куфалия (Άνω Κουφάλια) и Като-Куфалия (Κάτω Κουφάλια).

## Сообщество Куфалия
Сообщество Куфалия (Κοινότητα Κουφαλίων) создано в 1918 году (ΦΕΚ 152Α). В сообщество входит рабочий посёлок Эргатикес-Катикиес (Εργατικές Κατοικίες). Население 8139 человек по переписи 2011 года. Площадь 67,276 км².
| Наименование       | Население (2011), человек |
| ------------------ | ------------------------- |
| Куфалия            | 7850                      |
| Эргатикес-Катикиес | 289                       |

## Население
| Год  | Население, человек |
| ---- | ------------------ |
| 1991 | 7511               |
| 2001 | 8104               |
| 2011 | ↗ 7850             |